# Petr Nutil
Petr Nutil (* 1981) je český žurnalista, grafik a autor literatury faktu. V roce 2015 založil web Manipulátoři.cz.

## Publikační činnost
Působil v různých tištěných i internetových periodicích (Faktor S, Mediahub, Ekonomický deník, Britské listy, iDnes, Deník Referendum, Fórum24, EuroZprávy či Medium). V létě 2015 spoluzaložil fact-checkingový web Manipulátoři.cz, který se věnuje politickému marketingu, ověřování faktů, public relations a komunikačním strategiím, s přesahem do dalších společenských věd. Nejvíce se věnuje vyvracení hoaxů a má jejich vlastní databázi. V projektu působil do roku 2020.
V roce 2018 vydal knihu Média, lži a příliš rychlý mozek - průvodce postpravdivým světem. Tato se věnuje především tématům mediální gramotnosti a kritického myšlení. Byl členem Expertní rady Nadačního fondu pro nezávislou žurnalistiku a od roku 2019 spolupracuje s think-tankem Moje Evropa.
V listopadu 2020 vyšla u nakladatelství Grada jeho druhá kniha - Jak neztratit rozum v nerozumné době / O falešných představách, iluzích a předsudcích.
Je autorem scénáře k online-pořadu o dezinformacích "Rychle než to smažou" na Televizi Seznam, který moderuje Tomáš Klus, Matěj Ruppert či Josef Trojan. V roce 2023 s Ondřejem Férem začal natáčet podcast Mezi proudy Archivováno 9. 2. 2023 na Wayback Machine.. 
V Nymburské knihovně pořádá diskuzní večery se známými osobnostmi, dostupné jsou na Youtube. 

## Politika
V roce 2016 spolupracoval na volební kampani Jana Horníka (STAN). Senátor za Karlovy Vary obhájil potřetí svůj mandát.
Před 2. kolem prezidentských voleb v roce 2018 se angažoval v iniciativě Popravdě.cz, která sledovala dezinformace během kampaně. Ta zaznamenala 39 lží o Jiřím Drahošovi, 15 lží o Milošovi Zemanovi (7 nepravd mu mělo pomoci, 8 ho pošpinit) a pomohla především Jiřímu Drahošovi čelit dezinformacím o jeho osobě. Iniciativa vzbudila poměrně velký mediální zájem a takto vyvrácené mýty na svém webu publikoval i Jiří Drahoš.
V roce 2018 se podílel na úspěšné senátní kampani Miroslava Balatky (nestraník za STAN) ve volebním obvodu Sokolov.
Spolu se senátorem Miroslavem Balatkou se v roce 2020 angažoval v iniciativě Pendleři - informační servis pro nouzový stav, která reagovala na problematiku uzavření hranic v důsledku koronavirové pandemie a dopady, jaké toto opatření mělo na lidi pracující za hranicemi.
V roce 2020 se podílel na krajské kampani Starostů a nezávislých v karlovarském kraji, stejně jako na úspěšné senátní kampani Miroslava Plevného.[zdroj?]
V roce 2021 spolupracoval na parlamentní kampani koalice Pirátů a Starostů v Karlovarském kraji (pro STAN). STAN získal historicky první poslanecký mandát v tomto kraji - v osobě starosty Františkových Lázní Jana Kuchaře.[zdroj?]

## Zajímavost
V letech 2003–2007 se věnoval malbě a absolvoval několik autorských výstav.
V dubnu 2019 poslanec Tomáš Martínek navrhl vyznamenat zakladatele projektu Petra Nutila na státní vyznamenání za zásluhy 3. stupně v oblasti vzdělávání. Podle slov mluvčího prezidenta Jiřího Ovčáčka Miloš Zeman ho odmítl vyznamenat pro jeho údajnou ideologickou činnost. Pravdou ovšem je, že projekt Manipulátoři.cz prokazatelně upozorňuje i na nepravdivé informace o Milošovi Zemanovi. Nominace nebyla schválena Poslaneckou sněmovnou.
V květnu 2020 zveřejnil informaci, že dlouhodobě bojuje s depresí.